# Leonardo di Francesco di Lazzaro Malatesta

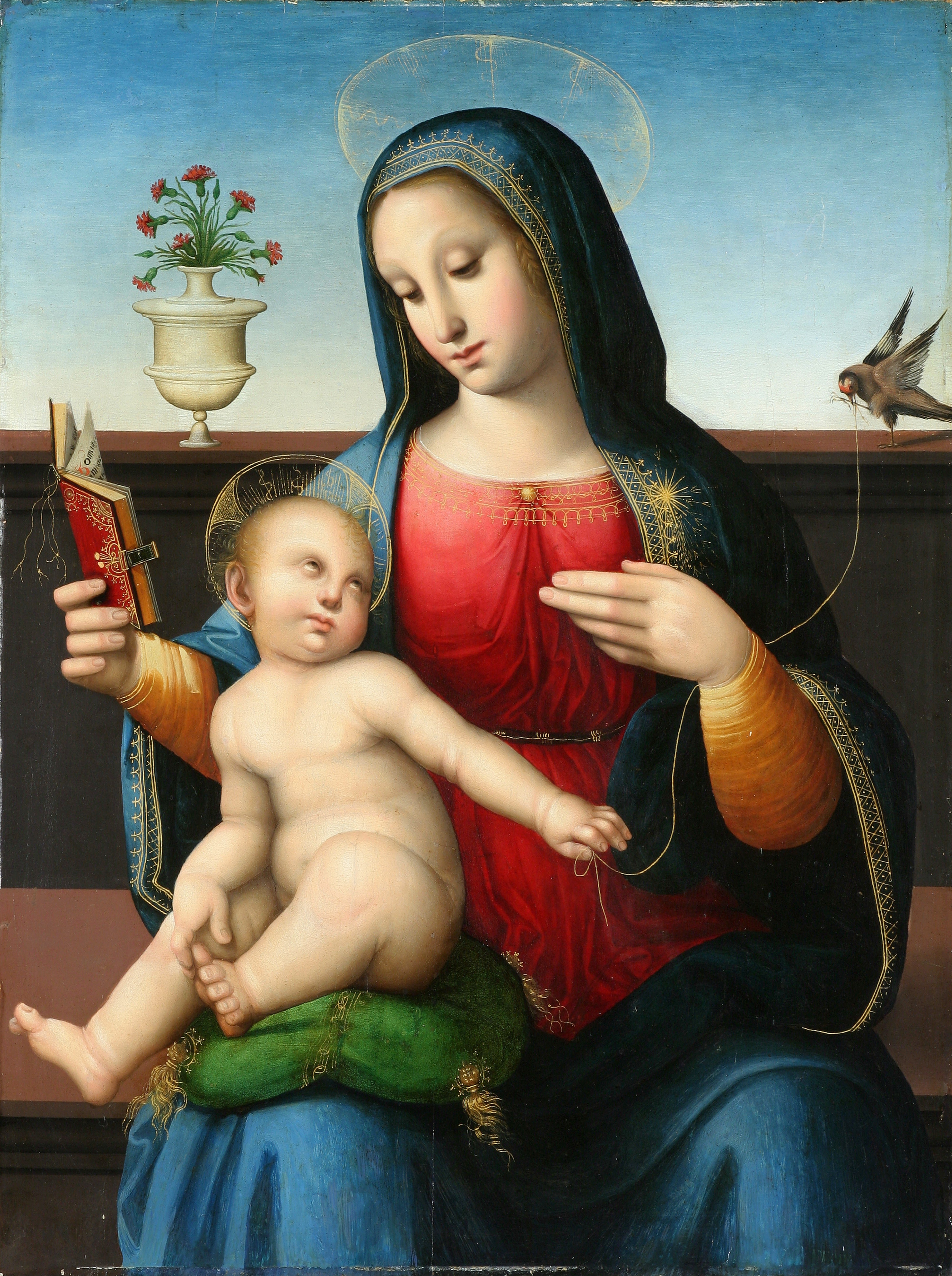
De heilige maagd met kind, Leonardo di Francesco di Lazzaro Malatesta, ca. 1505 (Nationaal museum, Wrocław)

Leonardo di Francesco di Lazzaro Malatesta (Pistoia, 1483) - aldaar, na 1518) was een Italiaans kunstschilder die behoorde tot de stijlperiode van de renaissance. Een andere naam waaronder hij bekendstaat is Leonardo da Pistoia, wat veelvuldig verwarring geeft met een andere schilder, Leonardo Grazia (ca. 1502-1548), die ook Leonardo da Pistoia genoemd wordt.

## leven en werk
Leonardo di Francesco di Lazzaro Malatesta is geboren, getogen en heeft gewerkt in Pistoia. Hij is beïnvloed door Rafaël en Fra Bartolommeo. Hij schilderde voornamelijk godsdienstige voorstellingen. Een Madonna met Kind bevindt zich in een van de Staatliche Museen zu Berlin.
- Gemeinsame Normdatei: 143926810
- International Standard Name Identifier: 0000 0004 4888 6816
- RKD-Nederlands Instituut voor Kunstgeschiedenis: 52105
- Union List of Artist Names: 500016949
- Virtual International Authority File: 95785193
- WorldCat: E39PBJfRxYHTPHPCyvhbHvbGHC